# Miguel Simón
Miguel Simón (Caballito, Buenos Aires, Argentina; 23 de julio de 1965) es un periodista deportivo y relator argentino de fútbol, especializado en varios deportes. Actualmente trabaja para ESPN. Es conocido por sus relatos de partidos de ligas europeas como Premier League, Primera División de España, Ligue 1, Bundesliga, entre otros.

## Biografía
Miguel Simón nació en Caballito, un barrio de la ciudad de Buenos Aires, Argentina. Estudió en el Círculo de Periodistas Deportivos de Buenos Aires, una reconocida escuela de periodismo de la capital argentina.

### Inicios como periodista
En su país, inicia su trayectoria en los años 90. Ha relatado diversos deportes como el tenis, el rugby, el atletismo, el basquetbol, y el fútbol. Siendo conocido en cada uno de los deportes. Durante muchos años cubrió tenis teniendo una excel este relación con Federer y Nole entre otros. En 1993 ingresa a Radio América, donde se mantiene hasta 1996, y de su estancia allí se destaca su cobertura de la Copa Mundial de Fútbol de 1994 que tuvo lugar en Estados Unidos. En e o ‘98 cubrió el Mundial de Francia con Juan Pablo Varsky para America. Trabajó para Telefe en 1994, donde relató partidos de las eliminatorias del mundial de ese mismo año, al igual que la final del Mundial de Básquetbol de Toronto. Asimismo, entre 1992 y 1999 relató fútbol en América TV, mientras que se desempeñó como relator de básquetbol en TyC Sports entre 1994 y 1995. Fue también redactor de deportes del diario El Cronista en sus inicios. 

### ESPN
En 1995, ingresa a la cadena internacional ESPN. Allí inicia como relator de rugby. En el año 2000, pasa a ser parte del programa SportsCenter en su emisión para Latinoamérica. A lo largo de su carrera en este canal, también ha cubierto varios otros como el rugby, el tenis y el basquetbol. Sin embargo, su salto a la fama fue causado por su trabajo como relator de fútbol. Se destacan así todos los torneos Grand Slam de tenis, mundiales de fútbol, de básquetbol e incluso fue enviado especial para los Juegos Olímpicos de Londres 2012. Actualmente, se mantiene como uno de los relatores más respetados de la cadena a nivel internacional, destacando sus transmisiones de Premier League y UEFA Champions League al lado de Marcelo Espina, Diego Latorre, y anteriormente durante varios años su pareja más tradicional y frecuente, fue Quique Wolff. Además, aún hace apariciones como conductor de SportsCenter, al igual que se mantiene como panelista del programa ESPN FC conducido por Alejandro Fantino. Este mutó hacia lo que hoy es Equipo F, programa que es conducido por Sebastián Vignolo. Tiene su propio programa llamado ESPN F Táctico, que conduce con Diego Latorre.

## Vida personal
Vive en el barrio Belgrano, Buenos Aires, Argentina. Es hincha de Ferro.